# Sedliště, Svitavy
Sedliště là một làng thuộc huyện Svitavy, vùng Pardubický, Cộng hòa Séc.